# Adamsville (Tennessee)
Adamsville è un comune degli Stati Uniti d'America, situato nello Stato del Tennessee, diviso tra la Contea di McNairy e la Contea di Hardin.